# Ritmo sinusal

Representación esquemática de ritmo sinusal normal, ondas estándar, segmentos e intervalos.

Ritmo sinusal es un término utilizado en medicina para describir el latido normal del corazón, tal y como se mide en un electrocardiograma. Tiene algunas características genéricas que sirven de contraste para la comparación con electrocardiogramas normales.

## La estructura del electrocardiograma
Normalmente, en el electrocardiograma hay cinco ondas distintas (identificadas por las letras P, Q, R, S y T) en un único latido del corazón con ritmo sinusal y se producen en un orden específico, durante periodos específicos de tiempo y con tamaños relativos específicos. Aunque hay un importante número de variantes en el ritmo que se consideran normales, cualquier cambio que se desvíe demasiado del ritmo sinusal puede ser indicativo de una cardiopatía.

## El ritmo sinusal en el electrocardiograma
El ritmo sinusal se caracteriza por una frecuencia de entre 60 y 100 latidos por minuto. Cada complejo QRS debe durar entre 80 y 100 ms y está precedido por una onda P, y cada onda P debe estar seguida por un QRS (en caso de bloqueo del nódulo auriculoventricular de segundo o tercer grado, puede no estar seguida por un QRS). La morfología y eje de la onda P deben ser normales y el intervalo PR debe ser entre 120 y 200 ms.
En un ritmo sinusal normal, los impulsos eléctricos del nódulo sinusal viajan al nódulo auriculoventricular con una contracción adecuada de las dos aurículas. Los impulsos eléctricos del nódulo auriculoventricular contraen de manera adecuada los ventrículos. En el electrocardiograma, están los elementos PQRST normales sin muestras de arritmia, taquicardia o bradicardia.
El ritmo sinusal normal en un electrocardiograma no descarta patología cardiaca. Se debe evaluar la documentación sobre la condición del segmento ST y los valores QT. Documentar solamente "ritmo sinusal normal en el electrocardiograma" solo indica el ritmo subyacente.

## Características del ritmo sinusal normal
Por convención, el término "ritmo sinusal normal" implica que no sólo las ondas P (que reflejan la actividad del nódulo sinusal) son normales en morfología, sino que todas las demás mediciones del ECG también son normales.[3] [5] Por lo tanto, los criterios incluyen:
- Frecuencia cardíaca normal (clásicamente de 60 a 100 latidos por minuto para un adulto).
- Ritmo regular, con menos de 0,16 segundos de variación en las duraciones más cortas y más largas entre ondas P sucesivas.
- El nodo sinusal debe estimular el ritmo del corazón; por lo tanto, las ondas P deben ser redondas, todas de la misma forma y estar presentes antes de cada complejo QRS en una proporción de 1:1.
- Eje de onda P normal (0 a +75 grados).
- Intervalo PR normal, complejo QRS e intervalo QT .
- Complejo QRS positivo en las derivaciones I, II, aVF y V3-V6, y negativo en la derivación aVR.